# Caucahué
El poble caucahué fou un antic poble indígena de Xile; un dels pobles canoers que habitaven els canals patagons, al sud del país. més concretament a la costa continental del Golf de Penas. S'alimentaven principalment de mariscs, peixos, carn i algues. Van tenir el primer contacte amb jesuïtes el 1620 i el 1743 se'n van traslladar alguns dels que restaven a l'illa de Cailin a Chiloe, però no van subsistir i s'esmenten per darrer cop el 1780. En els darrers anys es van barrejar amb chonos i altres, i amb dones huillitxes.
El nom caucahué prové de la llengua dels maputxes i significa "lloc de moltes gavines".